# Santa Venerina

Ubicació de Santa Venerina dins de la província

Santa Venerina (sicilià Santa Vinirina) és un municipi italià, dins de la ciutat metropolitana de Catània. L'any 2007 tenia 8.226 habitants. Limita amb els municipis d'Acireale, Giarre i Zafferana Etnea.

## Administració
| Període | Identitat         | Partit        |
| ------- | ----------------- | ------------- |
| 2008-   | Enrico Pappalardo | Llista cívica |